# Соев лецитин
Соевият лецитин (Е322) (на английски: soybean lecithin) е хранителна добавка, използвана в хранително-вкусовата промишленост като емулгатор (на английски: emulsifier), например при шоколада. Тя е разновидност на по-широкото семейство на лецитините, които са вещества със свойството да се смесват както с вода, така и с мазнини. Законодателството на ЕС и Република България позволява влагането му в храни.

## Название
Названието е словосъчетание на прилагателното име, производно от „соя“, и „лецитин“, което произлиза от гръцката дума λέκιθος lekithos – „яйчен жълтък“. През 1845 г. френският химик и аптекар Теодор Гобле успява да изолира лецитин, а през 1850 г. дава на една от съставните му части – фосфа̀тидѝлхолѝн – названието lécithine, понеже първоначално е извлякъл лецитина от яйчния жълтък, а оттам и фосфатидилхолина. Пълната химична формула на последното успява да установи едва през 1874 г.

## Добиване на соевия лецитин
Соевият лецитин се добива по механичен път от соеви семена. В състава му влизат:
- 33 – 35% масло от соеви семена
- 20 – 21% фосфатодилинозитоли
- 19 – 21% фосфатидилхолин
- 8 – 20% фосфатидилетаноламин
- 5 – 11% други фосфатиди
- 5% свободни въглеводи
- 2 – 5% стероли
- 1% вода